# Psecas viridipurpureus
Psecas viridipurpureus là một loài nhện trong họ Salticidae.
Loài này thuộc chi Psecas. Psecas viridipurpureus được Eugène Simon miêu tả năm 1901.